# Yenesis
"Yenesis" (alfabeto grego: "Γένεσις", ("Génesis") foi a canção que representou Chipre no Festival Eurovisão da Canção 1998 que teve lugar em Birmingham, no Reino Unido, em 9 de maio desse ano.
A referida canção foi interpretada em grego por Michael Hajiyanni. Foi a décima-sétima canção a ser interpretada na noite do festival, a seguir à canção do Reino Unido "Where Are You?", interpretada por Imaani e antes da canção dos Países Baixos "Hemel en aarde", interpretada por Edsilia. Terminou a competição em 11.º lugar, tendo recebido um total de 37 pontos. No ano seguinte, Chipre foi representado com a canção "Tha 'Ne Erotas", interpretada por Marlain

## Autores
- Letrista: Zenon Zindilis
- Compositor: Michael Hajiyanni
- Orquestrador:  Costa Cacoyiannis

## Letra
A canção aborda a criação da própria humanidade, com Hadjiyiannis cantando sobre o evento alegre, que isso era.

## Outra versões
Hatzigiannis lançou uma versão em inglês intitulada "Genesis"